# بوئنا ویستا (سن خوزه)
بوئنا ویستا (به انگلیسی: Buena Vista) یک منطقهٔ مسکونی در ایالات متحده آمریکا است که در شهرستان سانتا کلارا، کالیفرنیا قرار دارد. بوئنا ویستا ۱٬۷۰۴ نفر جمعیت دارد.